# ウージュホロド
ウジュホロドまたはウジホロド（ウクライナ語: Ужгород、ハンガリー語: Ungvár）は、ウクライナ西部の都市、ザカルパッチャ州の州庁所在地である。スロバキア国境とハンガリー国境に近い。かつてはハンガリー王国のウング県の中心地でもあった。
ウジュホロドは北緯48度37分 東経22度18分 / 北緯48.617度 東経22.300度の位置にある。

## 市名の由来
ウジュホロドは、市内を流れ旧市街と新市街とに分けているウジュ川（en）にちなんだ名前である。ウジュ（Уж）は「丸くなったヘビ」（ヨーロッパヤマカガシ）を意味する。ホロド（город）は、スラヴ祖語のグラード（grad, градъ）から派生した「都市」を意味するルテニアの言葉（ルテニア語）である。しかし、この名前は20世紀初頭から用いられているに過ぎず、歴史上幾度も名前を変えてきた。オングヴァル（Ongvar）、フングヴァル（Hungvar）、ウングイヴァル（Unguyvar）、ウングヴァル（Ungvar）など、これらの名前は全てハンガリー語由来のものである（ウジュ川のハンガリー語名が「ウング」）。なお、ドイツ語名表記はUngwar, Ungstadtである。
市名はウクライナ語、ロシア語ともつづりは同じ Ужгород である。これをラテン文字表記にすると、ウクライナ語では "Uzhhorod"、ロシア語では "Uzhgorod" となる。近年まで、市は英語名のウジュゴロド（Uzhgorod）として知られていた。 
ウジュホロドは他の言語では次のような別名もある: 
- スロバキア語及びチェコ語:Užhorod
- ポーランド語: Użgorod
- ドイツ語: Ungwar, Ungstadt
- イディッシュ語: אונגװיר  ラテン文字転写:UngverまたはIngver
- ロシア語: Ужгород
- ルーマニア語: Ujgorod

## 歴史

### 発祥から近代
市を最初に建設したのはスラヴ人であることはよく知られている。白クロアチア人が現在のウジュホロドの地に3世紀頃定住した。9世紀には、要塞化された城は要塞化された初期の封建制の定住地に変えられ、伝説的なラボレツ公の治める新たなスラヴ人君主国の中心となった。
903年、族長アールパードに率いられたマジャル人がフングヴァルの要塞へなだれ込んだ。勢力は均衡ではなく、ラボレツ公は敗退し、川岸で斬首された。この川は今も彼の名にちなんで呼ばれる。
ハンガリー人の到来後、小さな町はその境界を伸ばし始めた。1241年から1242年にかけ、バトゥ率いるモンゴル族が定住地に火を放った。14世紀初頭、ウジュホロドは新たにハンガリーの支配者となったアンジュー家に強い抵抗を見せた。1318年から360年間、イタリア人伯爵であるドルエット家が町を所有した。その時代、フィリッポ・ドルエットは近代的な城の場所に新たな石造の要塞を建設した。城と共に市は成長を始めた。1430年以降、ウジュホロドは王からいくつかの都市特権を獲得し、公式にウングヴァルの特権都市と呼ばれた。

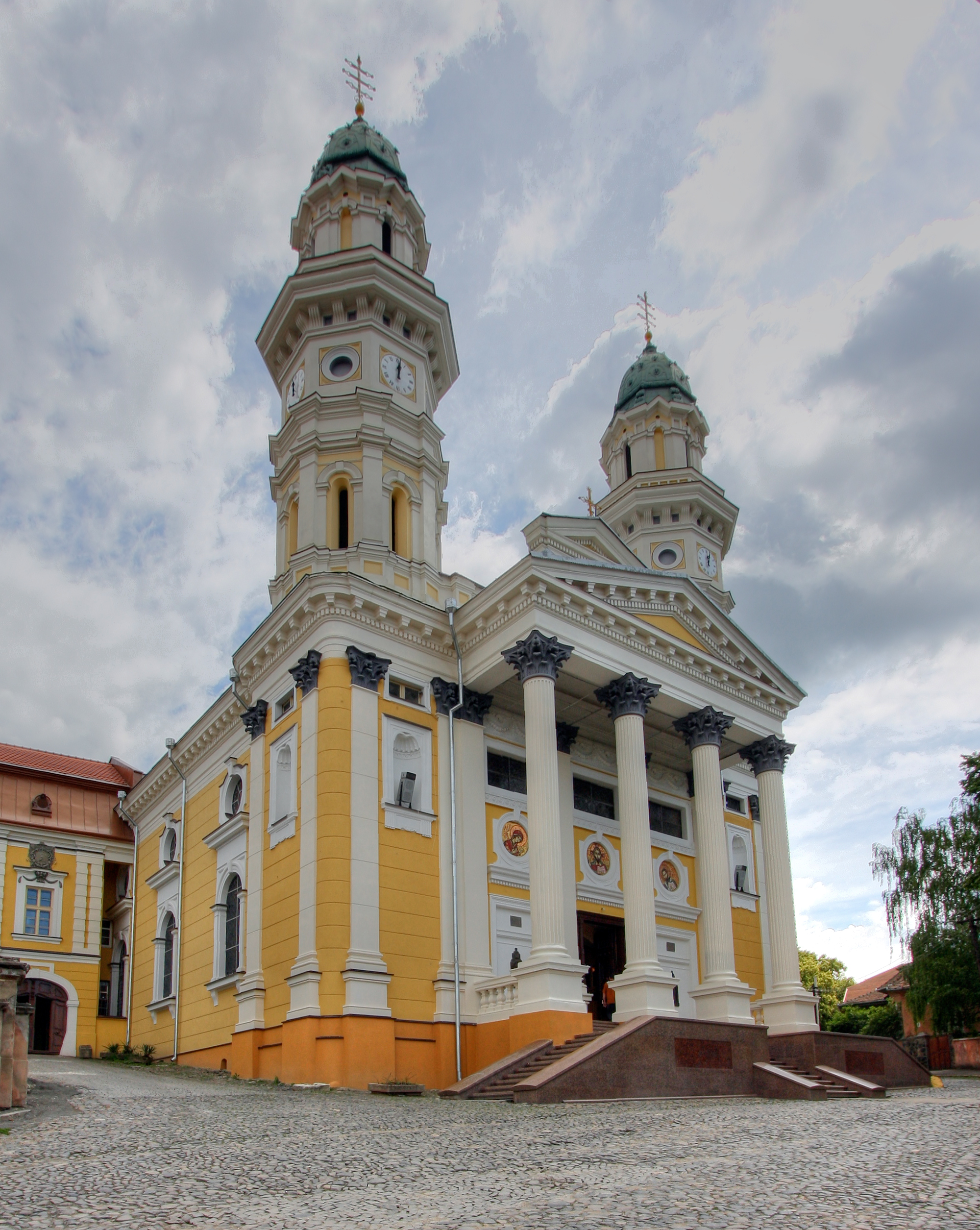
市内にある東方典礼カトリック教会

16世紀から17世紀、市には多くの手工芸組合があった。この時代の市は、プロテスタントが優位にあるトランシルヴァニアと、カトリックを信仰するオーストリアとの間の信仰の戦いが交わされた。1646年、ウジュホロド連合が宣言され、下カルパチアで東方典礼カトリック教会が設立されたうえ儀式がバチカンの庇護を受けてウジュホロド城で行われた。1707年、ウジュホロドはハンガリー人の民族的自由運動の指導者ラーコーツィ・フェレンツ2世の住居があった。 
19世紀初頭は、市に最初の工場がつくられるなど経済的変化に特色づけられる。19世紀の政治事件でウジュホロドに多大な影響を与えたのは、オーストリア支配から脱却しようとするハンガリーの革命であった。ハンガリー貴族らはハンガリーにいるその他の民族全てを支配する自分たちの権利を主張したのである（1848年-1849年）。1848年3月27日は、ハンガリーにおいて君主制が倒されたとしてウジュホロドで公式に祝われた。1872年、最初の鉄道 "Uzhhorod–Chop"が開業した。

### 20世紀から現代
1910年の調査によれば、市には16,919人の住民がいた。13,590人（80.3％）はハンガリー人、1,219人（7.2％）はスロバキア人、1,151人（6.8％）はドイツ人、641人（3.8％）はルシン人、そして1.6％がチェコ人であった。同時期、市の自治圏は、10,541人（39.05％）のハンガリー人、9,908人（36.71％）のスロバキア人、5,520人（20.45％）のルシン人を抱えていた。

#### 大戦とユダヤ人
第一次世界大戦は、市の成長を緩やかに下降させた。1919年9月10日、下カルパチアは公式にチェコスロバキア共和国に併合された。ウジュホロドはチェコスロバキア領下カルパチアの行政中心地となったのである。この時代にウジュホロドは建築の現代都市に成長した。ミュンヘン条約の後、ウジュホロドは新たなチェコスロバキアの半分を占める、スロバキアの一部となった。

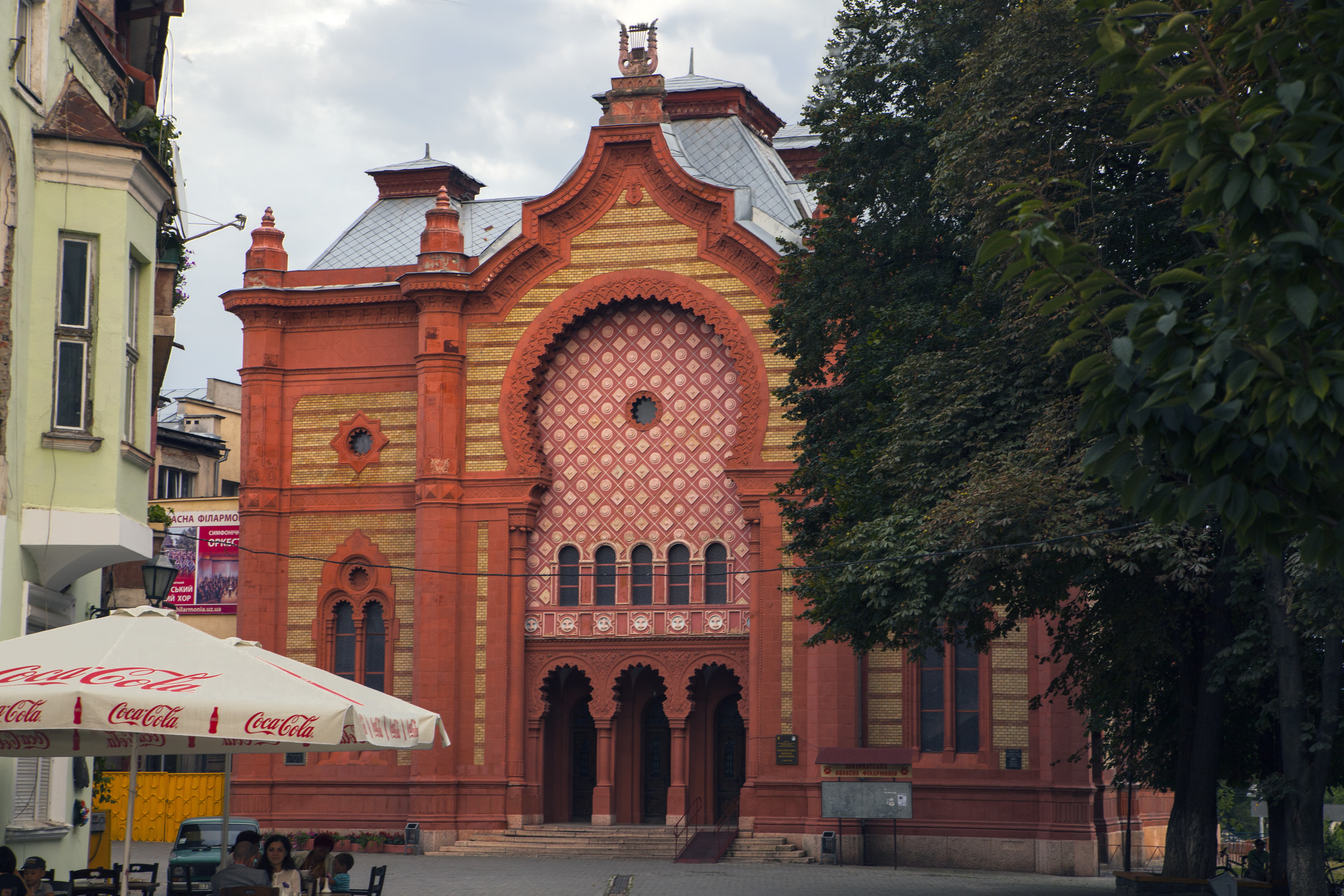
ウジュホロドのかつてのシナゴーグ。現在はフィルハーモニック・オーケストラ

1938年の第一次ウィーン裁定の結果、ウジュホロドはハンガリーへ移管された。1944年の終わりには、第二次世界大戦の戦闘がウジュホロドへ迫った。1944年3月19日にナチス・ドイツがハンガリーを占領した3日後、6台のトラックが男性たちを積んでウジュホロドへ入ってきた。3月下旬、ユダヤ人共同体は、48時間以内にドイツ軍に金品（1941年の価値にして40万ドル）を渡すよう命じられた。そして続く数日で権力者たちはユダヤ人らが所有するピアノ、ラジオ、家具の類を明け渡すよう命じた。3月31日、4月5日現在でユダヤ人は黄色いバッジを身につけるよう命令が出された。およそ同じ頃、夜間外出禁止令がユダヤ人に課された。
ウジュホロド周辺からやってきた1,800人のユダヤ人らは、過ぎ越しの祝いの最終日である4月14日にミナイ通りのレンガ工場へ連れてこられた。5日後、市内にいるユダヤ人らは自宅を離れてはならないという警告の書かれたポスターが貼られた。4月20日、憲兵と地元警察らがユダヤ人の家に入り、彼らの貴重品を奪った。4月21日から23日にかけ、ウジュホロド在住のユダヤ人たちはレンガ工場へ集められた。もはやそこへ入り切らなくなると、彼らは材木置き場へ集められた。ユダヤ人被抑留者は超過密状態におかれ、食べ物は不足し、公衆衛生は乏しく、ほとんどがなんの遮蔽物もなかった。彼らは憲兵、地元警察、機関銃を持つハンガリー人兵士に監視されていた。
1944年5月14日になって、ウジュホロドと近辺のユダヤ人たちは7つの輸送に分けられてアウシュヴィッツ強制収容所へ収容された。最初の貨物列車が強制収容所へ到着したのは5月16日で、最後の貨物列車がウジュホロドを発ったのは6月3日だった。 
1944年10月27日、市は第4ウクライナ前線の軍に占領された。

#### ソ連
この時期には目を見張る変化がもたらされた。ウジュホロド郊外には新たな事業が興され、古い事業は一新された。1945年6月29日、下カルパチア・ウクライナはウクライナ・ソビエト社会主義共和国の一部となった。同じ年にウジュホロド国立大学が創立された。1946年1月から、ウジュホロドは新設されたザカルパッチャ州の中心となった。

#### 独立ウクライナ
1991年以後、ウジュホロドはウクライナ国内にある23の州都の一つとなった（ザカルパッチャ州）。その中でウジュホロドは最も小さく、西端にある。
2002年、一部の議論の後、チェコスロバキア初代大統領トマーシュ・マサリクの胸像が市内主要広場で除幕された。同じような胸像が1928年にチェコスロバキア独立10周年を祝って除幕されていたが、1939年にハンガリー勢力が市を占領した際に取り除かれていた。
2022年からのロシアによるウクライナ侵略以降、戦地である東部から遠く戦闘とは無縁であることから、人口が急増している。避難民の流入や企業のオフィス移転が進み、侵略前に10万人規模だった人口は20万人規模と大きく増えた。親露政権であるスロバキアやハンガリーの国境であることも、ロシアが攻撃しない理由であるとされる。
また、ウィーン、プラハなど中欧の都市につながる交通の要衝となることが見込まれ、鉄道網の整備など輸送の大型プロジェクトも進む。

## 統計
2001年のウクライナ国勢調査によると、ウジュホロドの住民構成は以下の通りとなっている。
- ウクライナ人 (77.8%)
- ロシア人 (9.6%)
- ハンガリー人 (6.9%)
- スロバキア人 (2.2%)
- ロマ人 (1.5%)

## 交通

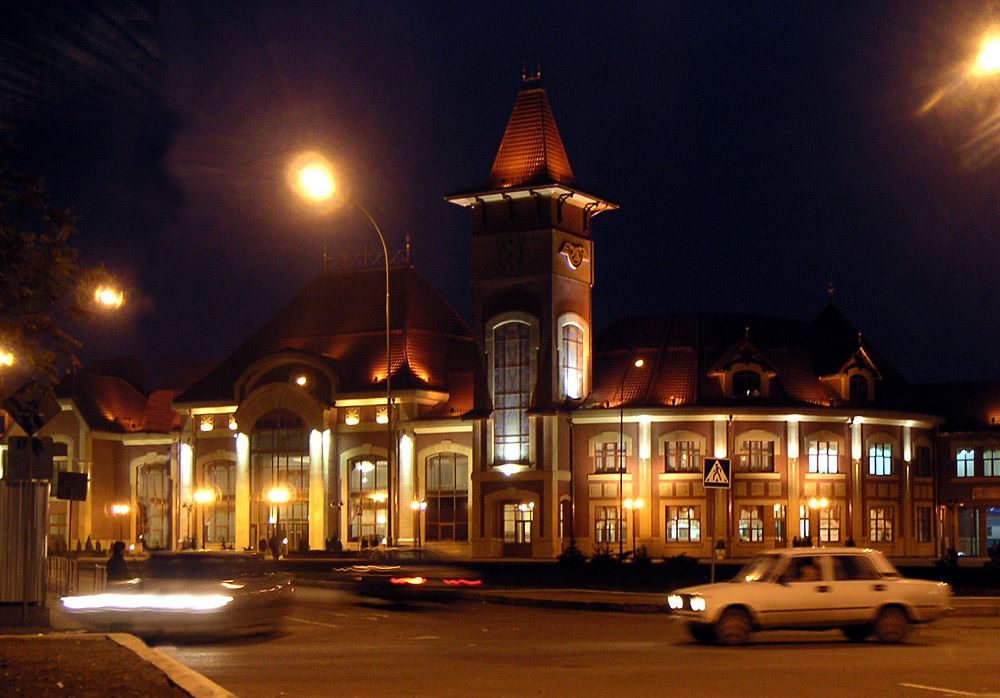
鉄道のウジュホロド中央ターミナル

ウジュホロドには6つの鉄道駅がある（Uzhhorod-1、Uzhhorod-2、Uzhhorod-3、Pavlovo、Domanynci-1、Domanynci-2の各駅）。
ウジュホロドにはウージュホロド国際空港がある。ウクライナ国内においても規模の大きい空港の一つである。国内路線の他、グルジアやトルコ、ハンガリーへの路線もある。
市内はバスとマイクロバスの路線はおよそ50路線ある。

## 姉妹都市
- ベーケーシュチャバ、ハンガリー
- ニーレジハーザ、ハンガリー
- モスクワ、ロシア
- オリョール、ロシア
- コーバリス (オレゴン州)、アメリカ合衆国
- ダルムシュタット、ドイツ
- コシツェ、スロバキア
- クロスノ、ポーランド